# Sultan Sahâk
 (décembre 2019).
Si vous disposez d'ouvrages ou d'articles de référence ou si vous connaissez des sites web de qualité traitant du thème abordé ici, merci de compléter l'article en donnant les références utiles à sa vérifiabilité et en les liant à la section « Notes et références ».
Sultan Sahâk (né au XIVe siècle - mort au XVe siècle) était un spirituel kurde qui a fondé une voie spirituelle soufie, nommée "Ahl-e Haqq", à l’origine du yârsânisme actuel.